# Bodiluddelingen 1971
Bodiluddelingen 1971 blev afholdt i 1971 i Imperial i København og markerede den 24. gang at Bodilprisen blev uddelt.
Uddelingen mistede lidt af sin omtale, da en filmkritiker dagen før uddelingen, havde afsløret listen over vindere og modtagere i en avis. Udover de gængse Bodil-priser blev der ved den uddeling også uddelt en Special-Bodil, som gik til Jannik Hastrup og Flemming Quist Møller for deres instruktion af animationsfilmen for børn, Bennys badekar.

## Vindere
| Bedste mandlige hovedrolle                   | Bedste kvindelige hovedrolle               |
| -------------------------------------------- | ------------------------------------------ |
| - Paul Scofield for Kong Lear                | - Tove Maës for Det er nat med fru Knudsen |
| Bedste mandlige birolle                      | Bedste kvindelige birolle                  |
| - Karl Stegger for Ballade på Christianshavn | - ikke uddelt                              |
| Bedste danske film                           | Bedste ikke-europæiske film                |
| - Ang. Lone af Franz Ernst                   | - Jagten på Willie Boy af Abraham Polonsky |
| Bedste europæiske film                       | Bedste dokumentarfilm                      |
| - Slagteren af Claude Chabrol                | - ikke uddelt                              |

## Øvrige priser

### Æres-Bodil
- Henning Camre (fotograf) for fotograferingen af Giv Gud en chance om søndagen.

### Special-Bodil
- Flemming Quist Møller og Jannik Hastrup (tegnefilmsinstruktører) for animationsfilmen Bennys badekar